# World Music Award
I World Music Award sono stati una cerimonia di premiazione e dei premi che onorano gli artisti discografici più famosi e venduti di tutti i continenti e sono stati fondati nel 1989 a Monte Carlo sotto il patronato del Principe Alberto II di Monaco. Gli artisti più venduti al mondo sono determinati da un'accurata ricerca condotta dall'organizzazione stessa sulle vendite dei dischi nell'ultimo anno mentre i premi per il Miglior artista maschile, la Migliore artista femminile, il Miglior gruppo, il Miglior artista di musica dance elettronica, il Miglior intrattenitore dell'anno, il Miglior live act, la Migliore canzone, il Miglior album, il Miglior video e la Migliore fan base vengono votati sul sito ufficiale dei WMA dal pubblico.
La cerimonia non si è svolta nel 2009, dal 2011 al 2013 e dal 2015 in poi.

## Sedi
Dal 1989 al 2003 la cerimonia si è svolta a Monte Carlo, presso la Salle des Etoiles. Nel 2004 la serata si è tenuta a Las Vegas, presso il Thomas & Mack Center, nel 2005 si è svolta a Los Angeles, presso il Dolby Theatre; nel 2006 si è tenuta invece a Londra all'Earls Court Exhibition Centre. Nel 2007 la cerimonia è ritornata nel Principato di Monaco, a Monte Carlo.

## Beneficenza
Da sempre l'evento è legato ad iniziative di beneficenza: nel corso degli anni sono stati portati a termine, a tal proposito, diversi progetti in Paesi come Brasile, India, Costa d'Avorio, Ruanda, Darfur, Sri Lanka, Niger, Camerun, Cambogia, Madagascar ed Egitto.

## Record

### Artisti più premiati
- Michael Jackson (16 premi)
- Mariah Carey (19 premi)

Sia Michael Jackson che Mariah Carey sono stati premiati nel 2000 con il prestigioso Best Selling Artist of the Millennium (Artista più venduto del Millennio), rispettivamente nella categoria maschile e femminile.

### Maggior numero di premi lo stesso anno
- Michael Jackson infranse il record entrando nella storia come il primo artista nella storia dei World Music Award ad aver ricevuto 5 premi in una sola serata 1996, vincendo il Best Selling Album Of All Time con Thriller, il Best Selling Male Artist of 1996, Best Selling R&B Artist, Best Selling American Artist e il Best Selling Artist Ever.
- Whitney Houston ha vinto 3 WMA nel 1994, tra i quali il World's Best Selling R&B Artist, il World's Best Selling Overall Recording Artist e il World's Best Selling Recording Artist of the Era.
- 50 Cent nel 2003 fece il record per la terza volta, vincendo il World's Best Selling Artist, il World's Best Male Pop Artist, il World's Best R&B Artist, il World's Best Hip-Hop Artist e il World's Best New Artist.
- Nel 2010 per la quarta volta un artista vinse 5 premi in una serata: Lady Gaga con il Best Selling American Artist, il World's Best Single (Poker Face), World's Best Rock/Pop Artist, World's Best New Artist e il World's Best Album (The Fame).

## Edizioni
- World Music Award 1989
- World Music Award 1990
- World Music Award 1991
- World Music Award 1992
- World Music Award 1993
- World Music Award 1994
- World Music Award 1995
- World Music Award 1996
- World Music Award 1997
- World Music Award 1998
- World Music Award 1999
- World Music Award 2000
- World Music Award 2001
- World Music Award 2002
- World Music Award 2003
- World Music Award 2004
- World Music Award 2005
- World Music Award 2006
- World Music Award 2007
- World Music Award 2008
- World Music Award 2010
- World Music Award 2014

## Premi alla carriera
- LMFAO
- Bee Gees
- Tony Bennett
- George Benson
- David Bowie
- Mariah Carey
- Ray Charles
- Cher
- Clive Davis
- Chris de Burgh
- Deep Purple
- Céline Dion
- Plácido Domingo
- Amr Diab
- Gloria Gaynor
- Whitney Houston
- Eminem
- INXS
- Janet Jackson
- Michael Jackson
- Elton John
- Chaka Khan
- Beyoncé
- Kelly Rowland
- Michelle Williams
- Patti LaBelle
- Jennifer Lopez
- Laura Pausini
- Luciano Pavarotti
- Prince
- L.A. Reid
- Cliff Richard
- Lionel Richie
- Diana Ross
- Elissa
- Carlos Santana
- Status Quo
- Rod Stewart
- Tina Turner
- Barry White
- Stevie Wonder
- Ricky Martin

## Diamond Award
Questo premio speciale è stato inserito nel 2001 ed è assegnato ad artisti che hanno venduto, nel corso della loro carriera, oltre 100 milioni di copie dei propri album.
- 2001: Rod Stewart
- 2003: Mariah Carey
- 2004: Céline Dion
- 2005: Bon Jovi
- 2006: Michael Jackson
- 2008: The Beatles

## Migliori artisti italiani
Nella categoria riservata agli artisti italiani sono stati premiati:
- 1989: Vasco Rossi
- 1990: Luciano Ligabue
- 1991: Jovanotti
- 1992: Marco Masini
- 1993: 883
- 1994: Laura Pausini
- 1995: Laura Pausini
- 1996: Zucchero Fornaciari
- 1997: Eros Ramazzotti
- 1998: Andrea Bocelli
- 1999: 883
- 2000: Eiffel 65
- 2001: Eros Ramazzotti
- 2002: Andrea Bocelli
- 2003: Laura Pausini, Eros Ramazzotti
- 2004: Eros Ramazzotti
- 2005: Biagio Antonacci
- 2006: Andrea Bocelli
- 2007: Laura Pausini
- 2008: Jovanotti
- 2010: Laura Pausini, Andrea Bocelli, Tiziano Ferro
- 2014: Laura Pausini